# José Eugenio Vásquez
José Eugenio Vásquez de Jesús (5 de marzo de 1979) es un deportista dominicano que compitió en judo. Ganó cuatro medallas de bronce en el Campeonato Panamericano de Judo entre los años 1999 y 2008.

## Palmarés internacional
| Campeonato Panamericano | Campeonato Panamericano  | Campeonato Panamericano | Campeonato Panamericano |
| Año                     | Lugar                    | Medalla                 | Categoría               |
| ----------------------- | ------------------------ | ----------------------- | ----------------------- |
| 1999                    | Montevideo (Uruguay)     | Medalla de bronce       | +100 kg                 |
| 2000                    | Orlando (Estados Unidos) | Medalla de bronce       | +100 kg                 |
| 2001                    | Córdoba (Argentina)      | Medalla de bronce       | –100 kg                 |
| 2008                    | Miami (Estados Unidos)   | Medalla de bronce       | +100 kg                 |